# Plan d'urbanisme
Ne doit pas être confondu avec Plan local d'urbanisme.
Au Québec, le plan d'urbanisme est le document de planification qui établit les lignes directrices de l'organisation spatiale et physique d'une municipalité tout en présentant une vision d'ensemble de l'aménagement de son territoire.

## Caractéristiques
Ce document constitue le document officiel le plus important de la municipalité en matière de planification de l’aménagement de son territoire et il contient les politiques d’urbanisme arrêtées par le conseil municipal qui guideront sa prise de décision dans le futur. C’est un outil décisionnel qui donne une direction commune aux choix politiques sectoriels, tout en offrant une ouverture quant aux intentions de la municipalité pour les agents de développement. De plus, en théorie, les paramètres réglementaires du plan d’urbanisme permettent de comprendre la logique soutenant la réglementation d’urbanisme et certains choix budgétaires du programme triennal d’immobilisation.
C'est la Loi sur l’aménagement et l’urbanisme (LRQ c. 19.1) adoptée en 1979 qui régit l'urbanisme au Québec. En vertu de cette loi, le plan d'urbanisme d'une municipalité doit être conforme au schéma directeur de la municipalité régionale de comté dont elle fait partie, lequel prescrit les grandes orientations de la planification au niveau régional.
Dans les grandes agglomération de Montréal, Québec et Gatineau, le niveau régional de planification était auparavant assumé par les communautés urbaines. Ce niveau a été aboli lors des fusions municipales de 2002.
Le plus récent Plan d'urbanisme de la ville de Montréal a été adopté par le conseil municipal le 23 novembre 2004 par l'entremise du règlement 04-047 révisant le plan d'urbanisme de la Ville de Montréal et est en vigueur depuis le 10 décembre 2004.